# Złoto (film 1961)
Złoto – polski film psychologiczny z 1961 roku w reżyserii Wojciecha Jerzego Hasa.
Plenery: Bogatynia, Turoszów, Bielany Wrocławskie.

## Fabuła
Do turoszowskiego kombinatu przyjeżdża młody chłopak szukający zatrudnienia. Zaprzyjaźnia się z geologiem, Piotrem, który pomaga mu znaleźć pracę i miejsce w hotelu robotniczym. Chłopak nie potrafi się jednak dogadać ze współlokatorami. Wkrótce w okolicy pojawia się człowiek który go szuka.

## Obsada aktorska
- Władysław Kowalski – Kazik
- Krzysztof Chamiec – Piotr
- Barbara Krafftówna – barmanka Zosia
- Zdzisław Maklakiewicz – kierowca Gabryś
- Adam Pawlikowski – przyjaciel Piotra
- Elżbieta Czyżewska – Dorota
- Aleksander Fogiel – Stary
- Wojciech Siemion – współlokator
- Jerzy Turek - współlokator
- Halina Dobrucka(inne języki) – Maria
- Marian Wojtczak – szofer
- Krzysztof Litwin – wesołek